# Список особо охраняемых природных территорий Вологодской области
В Вологодской области существует 201 особо охраняемых природных территорий (ООПТ), занимающих 940 тыс. га или 6,5 % территории области.
К объектам федерального значения относятся 1 заповедник и 1 национальный парк.
Сеть ООПТ регионального значения включает 180 объектов: 96 заказников (в том числе 13 биологических (зоологических)), 78 памятников природы, 3 дендрария, 2 туристско-рекреационные местности и 1 охраняемый природный комплекс.
На местном уровне — 18 ООПТ.
Процесс создания научно-обоснованной сети ООПТ Вологодской области активно осуществляется с 1960-х годов. В Вологодской области выделено 33 ландшафтных района, объединённых в 3 ландшафтные области: Северо-Западную, Двинско-Сухонскую, Верхне-Волжья и Северных Увалов. ООПТ образованы во всех ландшафтных и административных районах области. Также под защитой властей находятся торфяные и клюквенные болота, помещичьи усадьбы и их парки, лесопарковые части зелёных зон. Количество ООПТ по районам колеблется от 1 (Усть-Кубинский район) до 25 (Великоустюгский район). Принят закон области от 02.10.2008 № 1848-ОЗ «Об особо охраняемых природных территориях Вологодской области».

## Государственный природный заповедник
| Название              | Площадь                                                                                | Местонахождение                                                                        | Дата учреждения | Комментарий                                                                                             |
| --------------------- | -------------------------------------------------------------------------------------- | -------------------------------------------------------------------------------------- | --------------- | --- |
| Дарвинский заповедник | 112 600 га (в Вологодской области — 45 700 га), на суше — 67 200 га, на воде 45 400 га | Череповецкий район. Продолжается на территории Брейтовского района Ярославской области | 18 июля 1945    | Строгий природный резерват, создан для изучения изменений в дикой природе после постройки Рыбинской ГЭС |

## Государственный национальный парк
| Название                          | Площадь                                 | Местонахождение    | Дата учреждения | Комментарий                                                                       |
| --------------------------------- | --------------------------------------- | ------------------ | --------------- | --------------------------------------------------------------------------------- |
| Национальный парк «Русский Север» | 166 400 га, в том числе леса 116 100 га | Кирилловский район | 20 марта 1992   | Множество уникальных историко-культурных и археологических памятников разных эпох |

## Государственные природные заказники

### Государственные региональные комплексные (ландшафтные) заказники (75)
| Название                             | Площадь, га | Местонахождение                                                                                   | Дата учреждения | Краткое описание, комментарий |
| ------------------------------------ | ----------- | ------------------------------------------------------------------------------------------------- | --------------- | --- |
| Азлецкий лес                         | 752         | Харовский район                                                                                   | 1987            | Холмистая моренная равнина. Почти вся территория покрыта еловыми и сосновыми, зеленомошными, долгомошными, сфагновыми лесами |
| Андогский лес                        | 830         | Белозерский район                                                                                 | 1984            | Характерно необычное явление для вологодских лесов: идёт естественное возобновление клёнов, вязов и лип в среде ельников и осинников на обогащённых карбонатными породами почвах                                                                    |
| Атлека                               | 3370        | Вытегорский район                                                                                 | 2000            | Эталон среднетаёжного первобытного леса. Единственная в России точка-водораздел между тремя морскими бассейнами: Атлантическим, Северным Ледовитым океанами и Каспийской внутренней системой                                                        |
| Бобришный Угор                       | 375         | Никольский район, в долине р. Юг у д. Блудново                                                    | 1985            | Сосновые леса, пойменные луга. На крутом берегу находятся охотничий домик и могила русского поэта Александра Яшина |
| Большая Похта                        | 25836       | Белозерский район                                                                                 | 2011            | |
| Бор «Козлиха»                        | 405         | Харовский район                                                                                   | 1997            | |
| Брусенский лес                       | 695         | Нюксенский район, в бассейне р. Малая Брусенка                                                    | 1986            | Леса — ельники черничные и кисличные в возрасте 130 и более лет. В долинах рек и ручьёв распространены березняки. Значительную площадь занимают заболоченные леса                                                                                   |
| Ваганиха заказник                    | 190         | Череповецкий район, на острове Ваганиха в устье р. Шексны                                         | 1987            | На западе острова луга, на востоке сосняки. Уникальная для Северо-Запада России колония серых цапель, есть тетеревиные тока, кормовые участки и места отёла лосей                                                                                   |
| Ванская Лука заказник                | 2490        | Устюженский район, в левобережной части нижнего течения р. Мологи                                 | 1989            | Уникальный геоморфологический и биоценотический комплекс с остатками реликтовых дубрав на прирусловых гривах. Черноольшаники с дубом черешчатым. Почти все типы пойменных и материковых лугов                                                       |
| Верденгский заказник                 | 1245        | Сямженский район, на правом берегу р. Кубены                                                      | 1987            | Участки старовозрастных сосново-еловых лесов разного типа и возраста, выполняющие водоохранные функции. Животный мир типично таёжный |
| Верхнеандомский заказник             | 4014        | Вытегорский район, в наиболее высокой части Андомской возвышенности, в истоках р. Андомы          | 1983            | Эталон первозданной средней тайги. Генетический резерват еловых лесов. Возраст ельников 180—200 лет и более. Озёра (самое крупное оз. Куржинское), болота, небольшие приозёрные луга                                                                |
| Верхне-Стрельненский заказник        | 6703        | Великоустюгский район                                                                             | 1997            | |
| Верховажский лес                     | 1761        | Верховажский район                                                                                | 1986            | Характерно разнообразие форм рельефа, лесных комплексов, эталонных для Важского ландшафта. 94 % площади — леса, преобладают сосняки. Леса входят в водоохранную зону р. Ваги                                                                        |
| Верховинский лес                     | 959         | Бабушкинский район                                                                                | 1985            | Эталон первозданной южной тайги. Расположен на волжско-северодвинском водоразделе в пределах Галичского ландшафтного района. Две трети ельники, остальной лес — липа, рябина, редко клён остролистный                                               |
| Верховский лес                       | 890         | Тарногский район                                                                                  | 1993            | Генетическое ядро флоры окружающих еловых лесов. Для ельников характерно разнообразие растительных ассоциаций: борцово-снытевые, папоротниковые, хвощево-сфагновые и др.                                                                            |
| Вороново заказник                    | 733         | Череповецкий район, в 1 км к западу от д. Закукобой                                               | 1989            | Эталон лесных комплексов Андогского холмисто-грядового ландшафта |
| Вязы                                 | 213         | Тотемский район                                                                                   | 2000            | |
| Гладкий бор                          | 1540        | Никольский район, в долинах рек Кемы и Лундоги, примыкает к р. Унже                               | 1990            | Расположен в Верхне-Унженском ландшафте, на водно-ледниковой пологоволнистой равнине. Преобладают сосняки зеленомошной группы, есть еловые леса, встречаются вяз, липа, клён, пихта сибирская                                                       |
| Городищенский лес                    | 11286       | Белозерский район, на водоразделе рек Шолы и Мегры, находится в границах ООПТ «Большая Похта»     | 1991            | Характерные для Ковжинско-Белозерского приозёрного ландшафта природные комплексы водоледниковых и моренных равнин. Преобладают сосняки, в том числе с разнообразным лишайниковым покровом                                                           |
| Горский заказник                     | 365         | Устюженский район                                                                                 | 1989            | Эталон природных комплексов Верхнеложского холмисто-моренного ландшафта с высокобонитетными ельниками кисличными и черничными с участием сосны. Фауна типична для южной тайги                                                                       |
| Диковский лес                        | 243         | Вологодский район                                                                                 | 1997            | Лесной массив типичен для ландшафта волнистых равнин, сложенных с поверхности безвалунным суглинком. Преобладают средневозрастные ельники. Во флоре — 11 редких видов                                                                               |
| Дружинное озеро                      | 13439       | Вашкинский район                                                                                  | 2012            | |
| Ёнтальский лес                       | 1032        | Кичменгско-Городецкий район, на водоразделе рек Лундонги и Кемы                                   | 1985            | В южнотаёжных лесах, типичных для востока области, сочетаются европейские и сибирские флористические элементы. Преобладают мелколиственные породы, хвойные зеленомошные леса                                                                        |
| Ёюгский бор                          | 1248        | Бабушкинский район                                                                                | 2012            | |
| Заозерский заказник                  | 10901       | Тотемский район, в верхнем течении р. Кулой                                                       | 1990            | Характерный для Верхне-Важского ландшафта природный комплекс со высоковозрастными лесами, тетеревиными токами и местами обитания бобров. Заболоченные сосняки, более 40 % территории — верховые болота                                              |
| Изониха заказник                     | 334         | Тотемский район, на левом берегу р. Сухоны при впадении в неё р. Царевы, входит и остров Дедов    | 1987            | Сосновые леса зеленомошной группы возрастом более 120 лет, имеющие бальнеологическое и водоохранное значение |
| Иконный бор                          | 2494        | Бабушкинский район, в нижнем течении р. Кунож                                                     | 1993            | |
| Ихалицкий заказник                   | 1409        | Междуреченский район, 55 км восточнее с. Шуйское, в долине р. Ихалицы                             | 1987            | Природные комплексы, характерные для Верхне-Сухонского ландшафта. В лесах преобладают заболоченные сосняки. Во флоре около 200 видов, водятся бобры                                                                                                 |
| Карпово заказник                     | 147         | Череповецкий район, к югу от д. Карпово                                                           | 2009            | |
| Клавдинский заказник                 | 723         | Бабаевский район, междуречье рек Чагодощи и Мерёжки, в 25 км от Бабаево                           | 1994            | Расположен в пределах Молого-Судского водно-ледникового песчаного и супесчаного ландшафта. Сосняки брусничные и лишайниковые, доля молодняков не выше 40 %. Водятся бобры                                                                           |
| Ключи урочище                        | 301         | Бабаевский район, 11 км от Бабаево, на берегу р. Колпь                                            | 1985            | Расположен в долине реки Колпь, вдоль берегов которой распространены типичные эрозионно-аккумулятивные формы рельефа. В пойме реки находится небольшое старичное озеро, у южного берега которого из известняков, слагающих дно, бьет шесть грифонов |
| Кобожский заказник                   | 2069        | Устюженский район, на правом берегу р. Кобожи                                                     | 1989            | Озёрно-ледниковые равнины с грядово-мочажинными комплексами. Сосновые леса различных типов, в том числе черничные. Верховые сфагновые болота |
| Колошемский лес                      | 1577        | Бабаевский район                                                                                  | 1986            | Эталон первозданной средней тайги (ельник 300 га). Невысокие моренные холмы и гряды выглядят облесёнными островками среди болот. 70 видов высших растений, 30 видов мхов и около 20 видов лишайников                                                |
| Кудринский бор                       | 673         | Никольский район, на правом берегу р. Юг около д. Байдарово                                       | 1978            | |
| Лиственничный бор                    | 3770        | Верховажский район, в долине р. Ваги                                                              | 1986            | Генетический резерват лиственницы сибирской. Почти вся территория покрыта сосновым лесом, площадь с участием лиственницы в возрасте 90 — 100 и более лет занимает более 500 га. 120 видов флоры                                                     |
| Мазский бор                          | 624         | Кадуйский район, у реки Мазы                                                                      | 1996            | Отражает особенности ландшафта озёрно-ледниковых печаных и супесчаных равнин: волнистый и плоский рельефы, подзолистые супесчаные и песчаные почвы, сосновые леса                                                                                   |
| Мельгуновская дача                   | 541         | Вашкинский район, в окрестности посёлка Бонга на правом берегу реки Кемы                          | 1984            | Рельеф мелкохолмистый, межхолмовые понижения и впадины заболочены. Хвойные и мелколиственные леса с участием лиственницы сибирской. 313 видов сосудистых растений                                                                                   |
| Урочище «Модно»                      | 994         | Устюженский район, в правобережной части нижнего течения р. Мологи                                | 1963            | |
| Молога                               | 1006        | Устюженский район, на левом берегу р. Мологи, на территории муниципальное образование Лентьевское | 2008            | |
| Нюшменский бор                       | 1787        | Тотемский район, в истоках р. Вожбал                                                              | 1990            | На моренно-грядовой равнине Кулойского ландшафтного района. Около половины площади занято сосняками, играющими роль генетического резервата. Глухариные тока, поселения бобров                                                                      |
| Озёра Мегорской группы               | 16439       | Вытегорский район                                                                                 | 2014            | |
| Озериха                              | 1330        | Бабушкинский район, 10 км севернее села Рослятино                                                 | 1994            | |
| Оленевский бор                       | 2538        | Кичменгско-Городецкий район                                                                       | 1993            | Интересен сочетанием различных геоэлементов флоры (бореальных европейских и сибирских, арктических, неморальных). На 98 % занят лесом. Основные лесообразующие породы: сосна, ель, берёза                                                           |
| Урочище Орловская роща               | 1276        | Великоустюгский район, в 60 км от Великого Устюга, на водораздельном плато при слиянии Юга и Лузы | 1988            | Дренаж и сток воды в роще совершенны, нет заболачивания. Сосняки (9 типов) и ельники (8 типов) |
| Отненский заказник                   | 6937        | Устюженский район, в междуречье рек Колпи и Чагодощи                                              | 1989            | Типичные для Молого-Судского ландшафтного района комплексы верховых болот с остаточными озёрами, заболоченными и заболачивающимися сосняками. Различные виды сфагнумов                                                                              |
| Падун заказник                       | 1218        | Чагодощенский район, на правом берегу Чагоды                                                      | 1994            | |
| Палемский лес                        | 2130        | Великоустюгский район                                                                             | 1988            | Эталон волнистых озёрно-ледниковых равнин, увалов и небольших речных долин с хвойными лесами преимущественно нормального увлажнения. Нижне-Югский ландшафтный район. Преобладают сосняки, есть березняки и ельники                                  |
| Пиньга                               | 2216        | Тотемский район                                                                                   | 1999            | |
| Починковский лес                     | 3549        | Грязовецкий район                                                                                 | 1997            | |
| Раменский лес                        | 1300        | Тарногский район, в междуречье рек Тарноги и Саланги                                              | 1986            | Слабоволнистая равнина с небольшим колебанием высот. Леса занимают почти всю площадь, преобладают ельники черничные и осоково-сфагновые. Во флоре 150 видов                                                                                         |
| Ратца заказник                       | 3201        | Чагодощенский район                                                                               | 1994            | |
| Сельменгский лес                     | 1851        | Нюксенский район, в междуречье Городишны и Сельменьги — правых притоков Сухоны                    | 1986            | |
| Сигское болото                       | 1378        | Сямженский район                                                                                  | 1994            | |
| Смородинка заказник                  | 190         | Бабаевский район, в 20 км от Бабаево, у д. Смородинки, на междуречье р. Колпь и р. Вешарки        | 1994            | Река Колпь шириной до 20 м течет среди обрывистых берегов. Более 60 % территории занимают сосновые леса, подлесок сформирован можжевельником. 203 вида флоры                                                                                        |
| Сойдозерский заказник                | 2249        | Вытегорский район, на северо-востоке Андомской возвышенности                                      | 1983            | |
| Сондугский заказник                  | 10387       | Тотемский район                                                                                   | 1987            | Однообразие равнинного рельефа в котловине с реликтовым Сондугском озером нарушают невысокие холмы и прирусловые речные валы. Возраст хвойных лесов (сосняки болотных типов) 160—170 лет                                                            |
| Спасский бор                         | 4622        | Тарногский район                                                                                  | 1993            | |
| Стрелкинский лес                     | 1563        | Кичменгско-Городецкий район                                                                       | 1996            | Коренные леса являются эталонными для ландшафта слабоволнистых и плоских моренных равнин. Преобладают ельники и сосняки зеленомошной группы ассоциаций, характерно участие во флоре сибирских элементов                                             |
| Судский бор                          | 2780        | Кадуйский район                                                                                   | 1996            | |
| Сысоевский бор                       | 2345        | Бабушкинский район, 5 км юго-восточнее села имени Бабушкина                                       | 1993            | |
| Талицкий лес                         | 1616        | Никольский район, в юго-западной части района                                                     | 1985            | |
| Унженский лес                        | 1987        | Бабушкинский район, на левом берегу р. Унжи                                                       | 1985            | В пределах Верхне-Унженского ландшафта пологоволнистых и плоских моренных равнин. Хвойные и мелколиственные леса разного возраста занимают 99 % территории                                                                                          |
| Хазово урочище                       | 198         | Бабаевский район, левый берег р. Шогды, в 20 км от села Борисово-Судское                          | 1994            | Занимает прилегающие к р. Шогде участки полого-холмистой и увалистой равнины, расчленённой долинами малых ручьёв. Значительная часть территории занята сосняками, ельники-зеленомошники. На половине площадей деревья старше 125—130 лет            |
| Харинский заказник                   | 4710        | Кадуйский район, Белозерский район, на левобережье р. Андоги                                      | 1989            | Название получил по группе озёр, протянувшихся двумя цепочками вдоль русла реки в центре заказника. Лесные земли и верховые болота. Леса — заболачивающиеся и заболоченные ассоциации                                                               |
| Чагодощенский заказник               | 4172        | Чагодощенский район                                                                               | 1989            | Генетический резерват основных лесообразующих пород и охотничьей фауны Молого-Судского ландшафта. Пологоволнистый рельеф с отдельными уплощёнными грядами, заболоченными понижениями                                                                |
| Чермжа урочище (кольцевая структура) | 2026        | Белозерский район                                                                                 | 1985            | Расположено в древней озёрной котловине на 14-17 м ниже уровня окружающей моренно-зандровой равнины |
| Черноозерский заказник               | 1875        | Чагодощенский район, на юге района, в 4 км на юго-восток от д. Анишино                            | 2009            | Акватория озера Чёрного с прилегающей ему территорией |
| Чучкин бор                           | 1890        | Бабушкинский район, левобережье верхнего течения р. Старая Тотьма                                 | 1993            | |
| Шалго-Бодуновский лес                | 1511        | Кирилловский район, часть ООПТ НП «Русский Север», западнее 2 км д. Опрячкино                     | 1984            | |
| Урочище Шарма (Южский лес)           | 498         | Череповецкий район                                                                                | 1988            | Наиболее характерные природные комплексы Грязовецкого ландшафтного района холмистых и пологоувалистых моренных равнин. Елово-берёзово-осиновые леса. Черничники свежие, кисличники и травяные                                                       |
| Шеломовское болото                   | 730         | Шекснинский район, севернее станции Шеломово, на левом берегу Кономы у её слияния с Шексной       | 1996            | Плоский рельеф озёрно-аллювиальной равнины. Характерны различные стадии заболачивания лесов в связи со слабым дренажом (сфагновые, долгомошные и черничные леса); верховые болота облесены                                                          |
| Шиленгский бор                       | 924         | Великоустюгский район, протяжённость на 4,5 км вдоль правого берега Сухоны                        | 1988            | Эталон долинного комплекса в Нижне-Сухонском ландшафтном районе. В разновозрастных сосновых лесах (брусничных и черничных) присутствуют единичные экземпляры лиственницы                                                                            |
| Шиченгский заказник                  | 13610       | Сямженский район                                                                                  | 1987            | Включает реликтовое Шиченгское озеро. Болотные комплексы представлены всеми группами встречающихся в Вологодской области болотных ассоциаций. Коренные типы заболачивающихся лесов с преобладанием сосняков сфагновых и багульниковых               |
| Шольский лес                         | 1966        | Белозерский район, на левом берегу р. Шолы                                                        | 1984            | Сфагновые и зеленомошные, отчасти лишайниковые сосняки |
| Янсорский заказник                   | 815         | Вытегорский район, на северо-востоке района на восточном склоне Андомской возвышенности           | 1984            | Включает оз. Янсорское. В лесах значительна доля ельников (возраст 70 — 170 лет) зеленомошной группы разной степени увлажнения — от довольно сухих брусничных до заболачивающихся и заболоченных                                                    |
| Ярбозерский бор                      | 2445        | Вашкинский район                                                                                  | 1999            | |

### Государственный региональный геологический заказник (1)
| Название           | Площадь, га | Местонахождение                              | Дата учреждения | Краткое описание, комментарий |
| ------------------ | ----------- | -------------------------------------------- | --------------- | ----------------------------- |
| Урочище «Стрельна» | 1755        | Великоустюгский район, низовье реки Стрельна | 1985            |                               |

### Государственные региональные гидрологические заказники (4)
| Название              | Площадь, га | Местонахождение   | Дата учреждения | Краткое описание, комментарий |
| --------------------- | ----------- | ----------------- | --------------- | ----------------------------- |
| Ежозерский заказник   | 2295        | Вытегорский район | 1983            |                               |
| Куштозерский заказник | 5010        | Вытегорский район | 1983            |                               |
| Лухтозерский заказник | 4014        | Вытегорский район | 1983            |                               |
| Шимозерский заказник  | 8553        | Вытегорский район | 1983            |                               |

### Государственные региональные ботанические заказники (2)
| Название          | Площадь, га | Местонахождение                                             | Дата учреждения | Краткое описание, комментарий |
| ----------------- | ----------- | ----------------------------------------------------------- | --------------- | ----------------------------- |
| Илезский заказник | 954         | Тарногский район                                            | 1993            |                               |
| Михалёво заказник | 852         | Бабушкинский район, 6 км к северо-востоку от деревни Логдуз | 1994            |                               |

### Государственные региональные зоологические заказники (13)
| Название                       | Площадь, га | Местонахождение                                            | Дата учреждения | Краткое описание, комментарий |
| ------------------------------ | ----------- | ---------------------------------------------------------- | --------------- | ----------------------------- |
| Бабушкинский заказник          | 21700       | Бабушкинский район, на северо-западе района                | 1997            |                               |
| Белозерский заказник           | 31695       | Белозерский район                                          | 1964            |                               |
| Великоустюгский заказник       | 17935       | Великоустюгский район                                      | 1963            |                               |
| Вожегодский заказник           | 16249       | Вожегодский район, северо-восточная часть района           | 2000            |                               |
| Кемский заказник               | 23200       | Никольский район, юго-западная часть района                | 2000            |                               |
| Кичменгско-Городецкий заказник | 30836       | Кичменгско-Городецкий район, северо-восточная часть района | 1996            |                               |
| Ковжинский заказник            | 75858       | Вытегорский район, южная часть района                      | 1997            |                               |
| Лесютинский заказник           | 21200       | Нюксенский район, на северо-западе района                  | 1984            |                               |
| Нижне-Кубенский заказник       | 19100       | Харовский район, на северо-западе района                   | 1997            |                               |
| Тотемский заказник             | 93415       | Тотемский район, на северо-востоке района                  | 2010            |                               |
| Туфановский заказник           | 20190       | Грязовецкий район, в пойме р. Лежи в северной части района | 2009            |                               |
| Усть-Рецкий заказник           | 31986       | Сямженский район                                           | 1969            |                               |
| Шемогодский заказник           | 20990       | Великоустюгский район                                      | 1967            |                               |

### Государственный региональный рекреационный заказник (1)
| Название         | Площадь, га | Местонахождение                                | Дата учреждения | Краткое описание, комментарий |
| ---------------- | ----------- | ---------------------------------------------- | --------------- | ----------------------------- |
| Урочище «Лопата» | 934         | Никольский район, в междуречье Юга и Кипшеньги | 1993            |                               |

## Государственные памятники природы

### Государственные региональные ландшафтные памятники природы (26)
| Название                     | Площадь, га | Местонахождение | Дата учреждения | Краткое описание, комментарий |
| ---------------------------- | ----------- | --- | --------------- | --- |
| Барановский бор — урочище    | 180         | Великоустюгский район | 1978            | |
| Белый ручей                  | 51          | Вытегорский район | 1983            | |
| Бор «Бережок»                | 255         | Харовский район | 1987            | |
| Бор «Чёрные пески»           | 177         | Вытегорский район | 1983            | |
| Васькин бор                  | 175         | Белозерский район, на полуострове в южной части озера Азатского                                                                    | 1978            | |
| Викторовский бор — урочище   | 326         | Великоустюгский район | 1978            | |
| Захаровский бор              | 68          | Кичменгско-Городецкий район, в 18 км от с. Кичменгский Городок                                                                     | 1978            | |
| Каменная гора                | 32          | Бабаевский район, западная окраина г. Бабаево, расположен в Верхне-Судском ландшафтном районе, в междуречье р. Колпь и р. Бурновки | 1963            | Приповерхностное залегание коренных отложений известняков верхнего отдела каменноугольной системы у юго-западного края массива городских лесов. Гора чётко выделяется среди равнины, высокоствольный сосняк-зеленомошник на вершине |
| Кирики-Улита урочище         | 51          | Вологодский район | 1963            | Еловый лес у д. Кирики-Улита |
| Малахов бор — урочище        | 185         | Тарногский район | 1978            | |
| Марьинский бор               | 282         | Вожегодский район | 1994            | |
| Гора Маура                   | 36          | Кирилловский район, с. Горицы, часть ООПТ НП «Русский Север»                                                                       | 1968            | |
| Урочище «Михальцевская роща» | 36          | Вологодский район | 1982            | |
| Одомченский бор — урочище    | 329         | Великоустюгский район | 1978            | |
| Оларёвская гряда             | 159         | Вологодский район, Сокольский район                                                                                                | 1987            | |
| Урочище «Подсосенье»         | 100         | Устюженский район | 1982            | |
| Пустораменский бор           | 7           | Харовский район, село Погост Никольский                                                                                            | 1987            | |
| Пятницкий бор                | 79          | Вытегорский район, часть ООПТ ОПК «Онежский»                                                                                       | 1978            | |
| Сокольский бор               | 800         | Кирилловский район, около местечка Топорня, часть ООПТ НП «Русский Север»                                                          | 1978            | |
| Сосновая аллея               | 4,1         | Устюженский район, п. Даниловское                                                                                                  | 1963            | |
| Старый парк в д. Юношеское   | 5           | Грязовецкий район, д. Юношеское | 1966            | |
| Царев бор                    | 78          | Вожегодский район | 1994            | |
| Ципина гора                  | 90          | Кирилловский район, 3 км к югу от с. Ферапонтово, часть ООПТ НП «Русский Север»                                                    | 1968            | |
| Урочище «Чайкино озеро»      | 88          | Устюженский район | 1982            | |
| Шишкина нива                 | 194,83      | Устюженский район | 1963            | |
| Яшкин бор                    | 142         | Никольский район, 3 км на юго-запад от г. Никольск у пос. Светлый Ключ                                                             | 1963            | |

### Государственные региональные гидрологические памятники природы (6)
| Название                              | Площадь, га | Местонахождение                                                         | Дата учреждения | Краткое описание, комментарий |
| ------------------------------------- | ----------- | ----------------------------------------------------------------------- | --------------- | --- |
| Бобровский солёный источник — урочище | 26          | Нюксенский район, на правом берегу р. Сухоны возле д. Бобровское        | 1985            | |
| Озеро Большое-Волково                 | 145         | Бабаевский район, на севере Молого-Судской равнины                      | 1982            | Местность равнинная, сильно заболочена, покрыта хвойно-мягколиственным лесом. Это безрыбное озеро — остаточный водоём, не принимает водотоков и не имеет поверхностного стока. Водная растительность почти отсутствует |
| Водопад «Васькин ключ»                | 50          | Великоустюгский район                                                   | 1987            | |
| Дружинские ямы                        | 4           | Вашкинский район, часть комплексной ООПТ «Дружинное озеро»              | 1984            | |
| Сернистые источники у д. Шелохачь     | 11          | Устюженский район, в 1,5 км от д. Шелохачь вверх по течению р. Чагодощи | 1963            | |
| Чудотворный источник                  | 73          | Вологодский район                                                       | 2006            | |

### Государственные региональные геологические памятники природы (19)
| Название                                              | Площадь, га | Местонахождение | Дата учреждения | Краткое описание, комментарий       |
| ----------------------------------------------------- | ----------- | --- | --------------- | ----------------------------------- |
| Андомская гора                                        | 650         | Вытегорский район, часть ООПТ ОПК «Онежский», мыс Андомский на берегу Онежского озера                                   | 1978            | Геологическое обнажение             |
| Валун «Двугорбый»                                     | 0,1         | Вологодский район | 1963            |                                     |
| Геологическое обнажение Аристово                      | 50          | Великоустюгский район                                                                                                   | 1985            | Геологическое обнажение пород перми |
| Геологическое обнажение Контакт                       | 10          | Великоустюгский район                                                                                                   | 1988            |                                     |
| Геологическое обнажение Мяколица                      | 142         | Великоустюгский район                                                                                                   | 1985            |                                     |
| Геологическое обнажение на р. Шарденьге у д. Скородум | 52          | Великоустюгский район                                                                                                   | 1991            |                                     |
| Геологическое обнажение на р. Шарженьге               | 175         | Никольский район, северо-запад района, огибая д. Вахнево                                                                | 1991            | Обнажение пород триаса              |
| Геологическое обнажение у д. Озерки («Кошачья морда») | 132         | Нюксенский район, на левом берегу р. Сухоны у д. Озерки                                                                 | 1989            |                                     |
| Геологическое обнажение у д. Пуртовино и Исады        | 300         | Великоустюгский район                                                                                                   | 1989            | Геологическое обнажение пород перми |
| Девятинский перекоп                                   | 36          | Вытегорский район, на северных отрогах Мегорско-Андомской возвышенности в излучине реки Вытегры, в районе села Девятины | 1983            |                                     |
| Долина ручья Патров                                   | 20          | Вытегорский район | 1983            |                                     |
| Исакова гора                                          | 437         | Бабушкинский район | 1989            |                                     |
| Ледниковый валун «Лось»                               | 0,1         | Тотемский район, муниципальное образование «Пятовское»                                                                  | 1963            |                                     |
| Ледниковый валун «Утюг»                               | 0,3         | Тотемский район, муниципальное образование «Пятовское»                                                                  | 1987            |                                     |
| Мыс «Бык»                                             | 64          | Великоустюгский район                                                                                                   | 1987            |                                     |
| Опоки                                                 | 644         | Великоустюгский район                                                                                                   | 1963            |                                     |
| Сандырёва гора                                        | 15          | Кирилловский район, д. Сандырево, часть ООПТ НП «Русский Север»                                                         | 1968            |                                     |
| Участок долины реки Тагажмы                           | 739         | Вытегорский район, р. Тагажма                                                                                           | 1983            |                                     |
| Цветные кремни                                        | 100         | Великоустюгский район, на правом берегу Сухоны                                                                          | 1985            |                                     |

### Государственные региональные ботанические памятники природы (27)
| Название                     | Площадь, га | Местонахождение                                                                           | Дата учреждения | Краткое описание, комментарий |
| ---------------------------- | ----------- | ----------------------------------------------------------------------------------------- | --------------- | --- |
| Вязовый лес Вёкса            | 2           | Вологодский район, на береговых валах приустьевой части р. Вёксы                          | 1963            | Северная граница ареала вяза шершавого, тянущегося 3 км по левому берегу реки. Черноольховый лес. Прирусловая пойма занята пойменными крупноосоковыми и крупнозлаковыми лугами                               |
| Вязовый лес Тёмный мыс       | 106         | Вологодский район                                                                         | 1963            | |
| Дмитворово (Митворово) озеро | 400         | Белозерский район, на Андогской возвышенности                                             | 1978            | |
| Дьяконовская поляна          | 4           | Междуреченский район, Ботановское сельское поселение                                      | 2006            | |
| Заросли дуба (Дубня)         | 20          | Междуреченский район, Присухонская низина, 2 км по берегам р. Дубни                       | 1966            | |
| Кедровая роща в д. Чагрино   | 3           | Грязовецкий район, д. Чагрино                                                             | 1963            | |
| Кодозеро                     | 231         | Бабаевский район, в юго-восточной части Вепсовской возвышенности, в 12 км от пос. Пяжелка | 1991            | Вода в озере маломинерализована, имеет желтовато-зелёный цвет. Вокруг озера лесные массивы чередуются с луговыми и болотными. Водная растительность 40 видов, образует довольно широкую полосу вдоль отмелей |
| Маркинский бор               | 2           | Великоустюгский район, пос. Новатор                                                       | 1988            | |
| Озеро Окунево                | 67          | Шекснинский район, в 6 км северо-западнее д. Камешник                                     | 1996            | |
| Озеро Чёрное                 | 304         | Бабаевский район, в междуречье рек Большая Сепатка и Иводы                                | 1991            | Котловина озера ледникового происхождения со всех сторон обрамлена моренными холмами и грядами и имеет овальную форму. Флора озера разнообразна и насчитывает 17 семейств высших растений                    |
| Петряевская роща             | 1           | Великоустюгский район                                                                     | 1963            | Липовая роща |
| Северные орхидеи — урочище   | 391         | Вожегодский район                                                                         | 1982            | |

#### в том числе Старинные парки (и аллеи) в населённых пунктах (15)
| Название                                                            | Площадь, га | Местонахождение | Дата учреждения | Краткое описание, комментарий |
| ------------------------------------------------------------------- | ----------- | --- | --------------- | --- |
| Большое Восное                                                      | 5,5         | Устюженский район, д. Большое Восное | 1963            | |
| Борисово-Судское                                                    | 29          | Бабаевский район, по правобережному склону долины реки Суды и по левобережному склону реки Чужбойки                                     | 1963            | Парк заложен в начале XIX века на месте леса в бывшей усадьбе учёного Н. Н. Качалова. Парк имеет форму треугольника, вершина которого направлена на юг, а его стороны расходятся почти под прямым углом. Сохранилась часть аллей из липы, дуба и рябины |
| Горка                                                               | 0,65        | Сокольский район, на правом берегу р. Двиницы у д. Большая                                                                              | 1966            | |
| Грибцово                                                            | 2,1         | Вологодский район, д. Грибцово | 1966            | |
| Даниловское (село — родовое гнездо поэта Константина Батюшкова)     | 3,9         | Устюженский район, п. Даниловское | 1963            | |
| Красково                                                            | 1,2         | Вологодский район, д. Красково | 1963            | |
| Кузнецово                                                           | 6           | Сокольский район, в 1 км северо-восточнее д. Марковское                                                                                 | 1963            | |
| Куркино                                                             | 5           | Вологодский район, село Куркино | 1963            | |
| Михайловское                                                        | 6,6         | Устюженский район, село Михайловское | 1963            | |
| Можайское                                                           | 4,07        | Вологодский район, п. Можайское | 1963            | |
| Никольское («Старый парк» усадьбы дворян Межаковых в с. Никольское) | 12          | Усть-Кубинский район, село Никольское                                                                                                   | 1963            | |
| Покровское («Старый парк» усадьбы Брянчаниновых в д. Покровское)    | 11,65       | Грязовецкий район | 1963            | |
| Святогорье                                                          | 0,15        | Междуреченский район, село Святогорье                                                                                                   | 1963            | |
| Спирино                                                             | 0,56        | Великоустюгский район | 1988            | |
| Юрово                                                               | 5           | Грязовецкий район, д. Юрово, на территории несохранившейся усадьбы Юрово, принадлежавшей одной из ветвей дворянского рода Брянчаниновых | 1982            | |

## Дендрарии (3)
| Название                                                                       | Площадь, га | Местонахождение                                           | Дата учреждения | Краткое описание, комментарий |
| ------------------------------------------------------------------------------ | ----------- | --------------------------------------------------------- | --------------- | --- |
| Дендрологический сад Вологодской государственной молочнохозяйственной академии | 12,5        | Вологодский район, рядом с р. Козьма напротив с. Молочное | 1999, 16 июня   | Дорожно-тропиночная сеть делит сад на 4 зоны. 150 видов древесных и кустарниковых растений (семейства Розовые, Сосновые, Кленовые), саженцы привезены из разных районов Вологодской области |
| Дендропарк в г. Устюжна                                                        | 4           | Устюженский район, на юге города, правый берег р. Ворожи  | 1966            | Памятник природы |
| Парк Дудорова                                                                  | 3           | Верховажский район, 500 м к западу от д. Харитоновская    | 2001            | С 30.10.1986 посажено около 2 тыс. экземпляров культурных растений |

## Туристско-рекреационные местности (2)
| Название     | Площадь, га | Местонахождение                                                                | Дата учреждения | Краткое описание, комментарий                                 |
| ------------ | ----------- | ------------------------------------------------------------------------------ | --------------- | ------------------------------------------------------------- |
| Зелёная роща | 3713        | Череповецкий район, в муниципальном образовании Югское                         | 2007            |                                                               |
| Лисицыно     | 460         | Вологодский район, в 12 км южнее г. Вологды, в междуречье рек Лосты и Тарзанки | 2015            | Затопленный карьер, водохранилище р. Тарзанки и лесной массив |

## Охраняемый природный комплекс
| Название | Площадь, га | Местонахождение                                            | Дата учреждения | Краткое описание, комментарий |
| -------- | ----------- | ---------------------------------------------------------- | --------------- | ----------------------------- |
| Онежский | 24988       | Вытегорский район, юго-восточное побережье Онежского озера | 2009            |                               |

## Местные ООПТ (18)

### Комплексный (ландшафтный) природный резерват (2)
| Название     | Площадь, га | Местонахождение                                                    | Дата учреждения | Краткое описание, комментарий |
| ------------ | ----------- | ------------------------------------------------------------------ | --------------- | ----------------------------- |
| Никольское   | 4669        | Грязовецкий район, муниципальные образования Юровское и Перцевское | 2009            |                               |
| Озеро Чёрное | 10          | Вожегодский район                                                  | 2013            |                               |

### Природные резерваты (4)
| Название           | Площадь, га | Местонахождение                                           | Дата учреждения | Краткое описание, комментарий |
| ------------------ | ----------- | --------------------------------------------------------- | --------------- | ----------------------------- |
| Болото Ермолинское | 37          | Грязовецкий район, муниципальное образование Ростиловское | 2011            |                               |
| Волгуж             | 5686        | Нюксенский район                                          | 2002            |                               |
| Ирма               | 59          | Шекснинский район, в 8 км от д. Ершово                    | 2001            |                               |
| Старая пустынь     | 97          | Чагодощенский район                                       | 2005            |                               |

### Болотные комплексы (3)
| Название          | Площадь, га | Местонахождение       | Дата учреждения | Краткое описание, комментарий |
| ----------------- | ----------- | --------------------- | --------------- | ----------------------------- |
| Болото Ерогодское | 51          | Великоустюгский район | 2010            |                               |
| Болото Палемское  | 127         | Великоустюгский район | 2010            |                               |
| Болото Шиловское  | 76          | Великоустюгский район | 2010            |                               |

### Памятники природы (2)
| Название          | Площадь, га | Местонахождение    | Дата учреждения | Краткое описание, комментарий |
| ----------------- | ----------- | ------------------ | --------------- | --- |
| Ивоненский бор    | 3999        | Верховажский район | 1996            | На плоской, волнистой и увалистой озёрно-ледниковой равнине, расчленённой р. Кулой и её притоками. Сосняки, формирующиеся после рубок прошлых лет. Бор имеет рекреационное значение |
| Кедровый питомник | 1           | Грязовецкий район  | 1999            | |

### Природно-культурные местности (3)
| Название                                                      | Площадь, га | Местонахождение                                           | Дата учреждения | Краткое описание, комментарий |
| ------------------------------------------------------------- | ----------- | --------------------------------------------------------- | --------------- | ----------------------------- |
| Введения Пресвятой Богородицы Корнилиево-Комельский монастырь | 0,25        | Грязовецкий район                                         | 2008            |                               |
| Источник в честь иконы Пресвятой Богородицы Троеручица        | 0,1         | Грязовецкий район                                         | 2008            |                               |
| Источник преподобного Корнилия Комельского                    | 0,4         | Грязовецкий район, муниципальное образование Ростиловское | 2008            |                               |

### Парки (1)
| Название  | Площадь, га | Местонахождение                     | Дата учреждения | Краткое описание, комментарий |
| --------- | ----------- | ----------------------------------- | --------------- | ----------------------------- |
| Парк Мира | 157         | г. Вологда, на северо-западе города | 2012            |                               |

### Туристско-рекреационные местности (3)
| Название   | Площадь, га | Местонахождение                                           | Дата учреждения | Краткое описание, комментарий |
| ---------- | ----------- | --------------------------------------------------------- | --------------- | ----------------------------- |
| Корнильево | 95          | Грязовецкий район, муниципальное образование Ростиловское | 2009            |                               |
| Круча      | 1985        | Грязовецкий район                                         | 2008            |                               |
| Тювенька   | 591         | Грязовецкий район, муниципальное образование Юровское     | 2009            |                               |

## Бывшие ООПТ
| Название                  | Площадь | Местонахождение                | Дата существования | Комментарий                                                                                     |
| ------------------------- | ------- | ------------------------------ | ------------------ | ----------------------------------------------------------------------------------------------- |
| Борисово-Судский заказник | 25100   | Бабаевский район               | 1981-              | Государственный региональный зоологический заказник                                             |
| Долоцкое                  | 1       | Устюженский район, д. Долоцкое | 1963-              | Государственный региональный ботанический памятник природы — Старинный парк в населённом пункте |
| Ермолово                  | 9       | Вологодский район, д. Ермолово | 1982-              | Государственный региональный ботанический памятник природы — Старинный парк в населённом пункте |
| Илекский заказник         | 16500   | Вытегорский район              | 1984-              | Государственный региональный зоологический заказник                                             |
| Ихалицкий заказник        | 15400   | Междуреченский район           | 1989-              | Государственный региональный зоологический заказник                                             |
| Михальцевская роща        | 36      | Вологодский район              | 1982-              | Государственный региональный ботанический памятник природы                                      |
| Обнажение пород перми     | 200     | Никольский район               | 1991-              | Государственный региональный геологический памятник природы                                     |
| Юзский заказник           | 21600   | Бабушкинский район             | 1982-              | Государственный региональный зоологический заказник                                             |
| Шигленский бор            | 330     | Бабаевский район               | 1994-              | Государственный региональный ландшафтный памятник природы                                       |